# Goat Simulator
A Goat Simulator egy harmadik személyű, perspektivikus akció-videójáték, amelyet a Coffee Stain Studios fejlesztett és adott ki.

## Története
Microsoft Windowsra 2014 áprilisában jelent meg, a Linux és OS X portok pedig 2014 júniusában jelentek meg. Az Androidra és iOS-re készült mobilverziók 2014 szeptemberében jelentek meg. Xbox 360-ra és Xbox One-ra 2015 áprilisában, PlayStation 3-ra és PlayStation 4-re pedig 2015 augusztusában jelentek meg verziók; ezeket a portokat a Double Eleven fejlesztette. A játékot és letölthető tartalmakat tartalmazó Nintendo Switch verzió 2019 januárjában jelent meg.

## Jellemzői
A játékot a fejlesztő a gördeszkás játékokhoz hasonlította, de a játékos egy kecskét irányít, amelynek célja, hogy minél több kárt okozzon egy nyílt világú térképen, más nagyobb célok nélkül. Az eredetileg egy belső game jamből származó viccprototípusként kifejlesztett és korai alfa-állapotban YouTube-videókban bemutatott játék izgalmat és figyelmet váltott ki, ami arra késztette a stúdiót, hogy a játékot kiadható állapotba hozza, miközben a játék szórakoztató értékének megőrzése érdekében különböző, nem törő hibákat és hibákat is megtartott.
A játék vegyes kritikákat kapott; egyes kritikusok dicsérték a címet, mert humoros sandbox felületet biztosított a kísérletezéshez, míg mások kritizálták, hogy a játék a közösségi médiára támaszkodott, hogy népszerűsítse az egyébként egyszerű és hibás terméket.
A folytatás, a Goat Simulator 3 2022 novemberében jelent meg.

## Játékmenet
A Goat Simulator egy nyílt végű, harmadik személyű perspektívás játék, amelyben a játékos egy Pilgor nevű kecskét irányít. A játékos szabadon felfedezheti a játék világát – egy külvárosi környezetet – kecskeként, és ugrálhat, futhat, ütlegelhet dolgokat és nyalogathatja a tárgyakat. A tárgyak nyalogatásával a kecske nyelve a tárgyhoz tapad, és a játékos addig húzza a tárgyat, amíg el nem engedi. A játékos bármikor hagyhatja, hogy a kecske rongybaba modellé váljon, így a játék fizikája átveszi az irányítást, egy másik kezelőszerv pedig lassított felvételre állítja a játékot. Számos környezeti funkció lehetővé teszi a játékos számára, hogy a kecskét olyan mutatványokba manipulálja, mint például a trambulinról való pattogás vagy a kecske nagy ventilátorokon keresztül a levegőbe lövése. A játék a Tony Hawk's Pro Skaterhez hasonló gördeszkás játékokhoz hasonló pontozási rendszerrel rendelkezik, amelyben a trükkök vagy egyéb akciók végrehajtása pontokat eredményez, míg az ilyen trükkök egymás utáni láncolása segít egy szorzót létrehozni, amely a sorozatban végrehajtott trükkök összpontszámára vonatkozik. A játékosnak különböző játékbeli célok, például egy bizonyos magasság elérése, szaltók végrehajtása vagy bizonyos tárgyak elpusztítása adottak, de a játékosnak nem kell követnie ezeket az utasításokat.
A játék világában kis arany kecskeszobrok vannak elrejtve. A szobrok megszerzésével fokozatosan szabadulnak fel a mutátorok. A mutátorok a játék főmenüjében kapcsolhatók. Mindegyik egyedi mechanikát és/vagy megjelenést ad a normál kecskéhez, például a kecske modelljét démoni kecskére, zsiráfra vagy struccra változtatja, vagy egy jetpacket ad a kecskéhez, amely bármikor aktiválható. Különböző easter eggek vannak elszórva a sandboxban, mint például egy kastély, ahol az ember minden kecskék királynőjévé válhat, vagy ahol a kecske karakter egy Sonic the Hedgehog pörgő támadásához hasonló mozdulatot kap. A játék vezető fejlesztője, Armin Ibrisagic a megjelenés után megjegyezte, hogy a játék helyszíne a Purgatórium fogalmának paródiája, miután elhagyta a Mennyországra és a Pokolra való utalásokat, amelyeket később a rajongók találtak meg. Ibrisagic azt is megjegyezte, hogy a 2014-es ukrán forradalomra épülő elemek is helyet kaptak benne.

## Fejlesztés

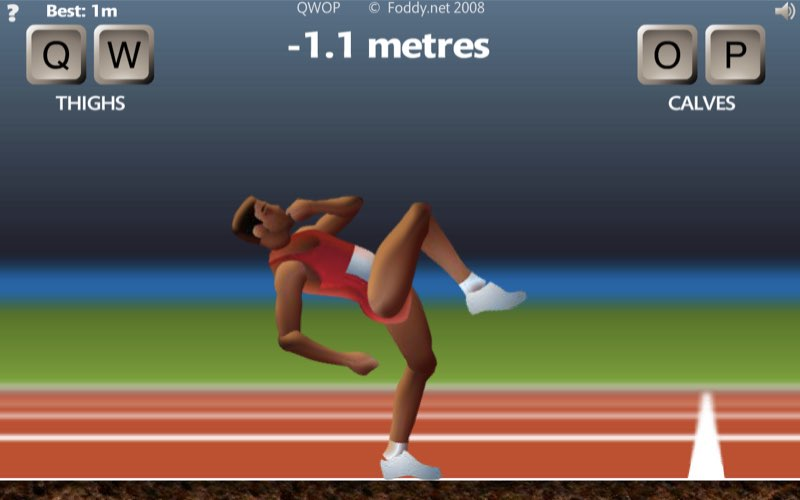
A Goat Simulator eredetileg a QWOP (a képen) utánzására készült, amelynek címe a sprinter avatár izmainak mozgatására használt négy billentyűzetbillentyűre utal.

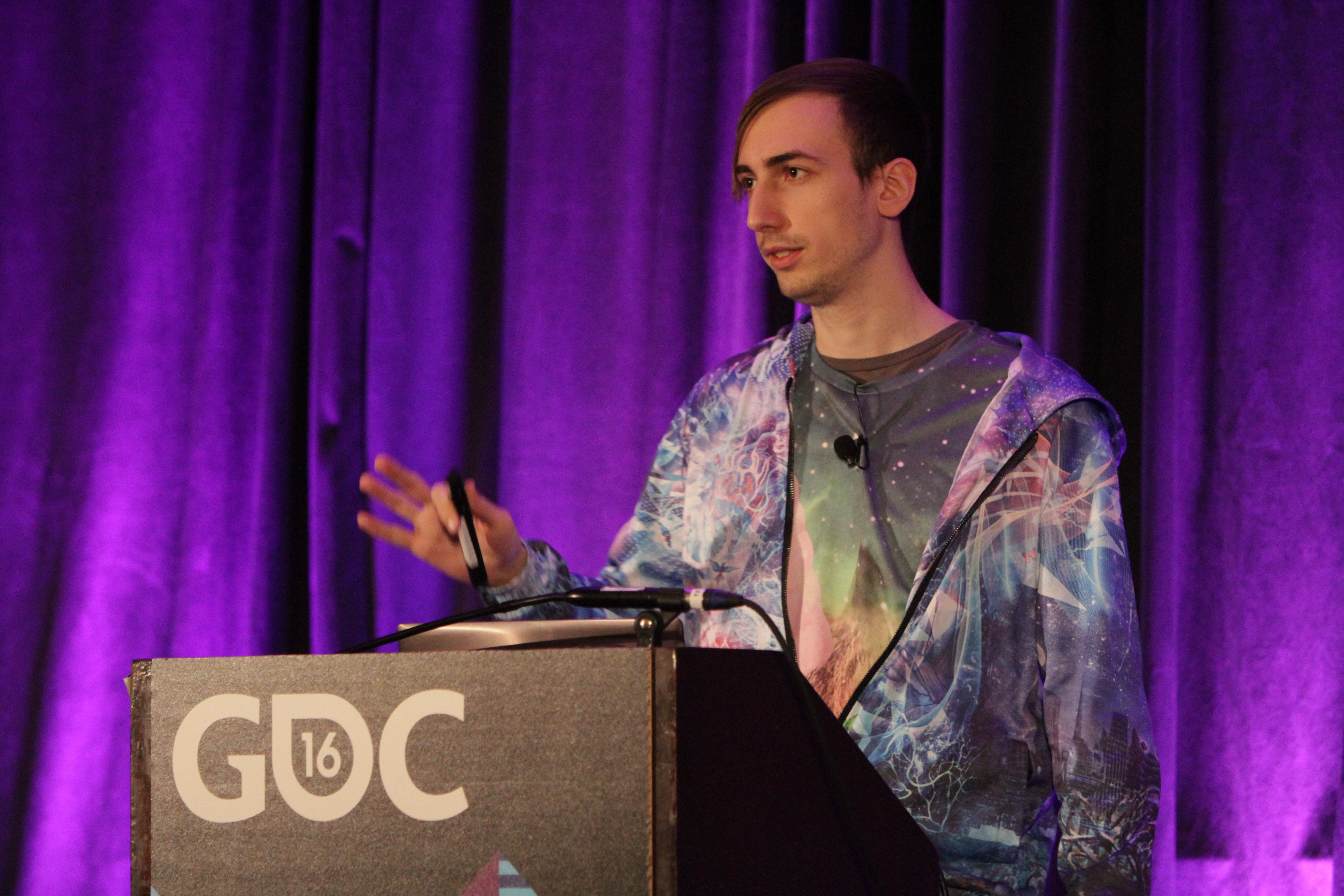
Armin Ibrisagic játéktervező a Goat Simulatorról tart előadást a 2016-os Game Developers Conference-en

A Goat Simulator a Coffee Stain Studios 2014 januárjában, a Sanctum 2 játékuk munkálatainak befejezése után egy egy hónapos belső Game Jam prototípusaként indult. A játékot a vezető fejlesztő, Armin Ibrisagic úgy írta le, mint "egy régimódi gördeszkás játékot, csakhogy gördeszkás helyett kecske vagy, és ahelyett, hogy trükköket mutatnál be, dolgokat teszel tönkre". Az ötlet azután született, hogy eredetileg a QWOP variációjaként dobták be a játékot, ahol a játékos a kecske egyes végtagjait külön-külön irányította volna különböző billentyűkkel; ezt az elképzelést elvetették a Tony Hawk's Pro Skater típusú játékmenet javára, amit a végleges játék mutat be. Ibrisagic a kecskékre összpontosított, miután tréfásan megpróbálta meggyőzni munkatársait arról, hogy a kecskék ugyanúgy vírusos figyelmet kapnának az interneten, mint jelenleg a macskák.
A prototípus az Nvidia PhysX-et és egy Apex fizikamotort használta a kecske- és embermodellek rongybaba-fizikájával az Unreal Engine 3-on belül, amelyet a Sanctum-sorozatból már ismertek. A játékbeli eszközöket a házon belüli fejlesztés helyett harmadik féltől vásárolták, például az eredeti kecske modellt, amelyet a stúdió kevesebb mint 20 dollárért szerzett meg használatra. A prototípust különböző más, jelenleg kapható "furcsán sikeres" szimulációs játékok, például az Euro Truck Simulator paródiájának szánták. Ibrisagicnak nem állt szándékában, hogy ebből teljes értékű cím legyen, ehelyett csak felajánlotta a prototípust, hogy ő és más fejlesztők megismerhessék az Unreal Engine-t más, komolyabban prototípusokat fejlesztő fejlesztők mellett.
A játék alfa állapotában készült felvételeket a Coffee Stain tette fel a YouTube-ra, ahol két nap alatt több mint egymillióan nézték meg, és a rajongók nagy visszhangot kaptak, akik a játék teljes kiadását kérték, részben a prototípus motorjának különböző hibái miatt. A videó vonzerejét a Modern Farmer című mezőgazdasági magazin is felkapta. Néhány újságíró azt javasolta, hogy a címet teljes játékká fejlesszék, még akkor is, ha tudták, hogy vicccímnek szánták; a GameSpot szerkesztője, Danny O'Dwyer támogatta a játék teljes kiadását, azzal érvelve, hogy "a játékoknak egyszer-egyszer hülyének kell lenniük".
Az alfa-felvételek nagy pozitív visszhangja meggyőzte a stúdiót, hogy a Goat Simulator-t teljes címként fejlesszék ki a Steamre, így még több embert sikerült rávenni a címre. A csapat, mivel nem tervezte a teljes kiadást, azon vitatkozott, hogy megkeressenek-e egy nagy kiadót, hogy finanszírozást kapjanak, hogy a címből valami Grand Theft Auto-félét csináljanak, de úgy döntöttek, hogy maradnak egy kis, olcsó címnél, ami jobban megfelel a teaser videónak. Felismerve, hogy a glitchelés a játék vonzerejének része, az Ibrisagic csak azokat a szoftverhibákat igyekezett kijavítani, amelyek a játék összeomlását okozhatják, a többi glitchelést és a fizikamotorral kapcsolatos hibákat pedig hagyta, mivel ezek eredményei "igazán viccesek" voltak. Rövid, négyhetes fejlesztési időre korlátozták magukat, jelentős vezetői felügyelet nélkül, mivel sürgős, de reális célt tűztek ki a játék játszható állapotba hozására. Az Ibrisagic fontosnak tartotta, hogy a játékot a Steam is támogassa, de kezdetben attól tartott, hogy a Valve nem fogadja el a furcsa címet. Ehelyett úgy találta, hogy a Valve befogadóan fogadta a címet, többek között egy tréfás választ is kapott a cégtől, amely szerint "[a Valve marketingmenedzsere, DJ Powers] elkezdett kecskejelmezt viselni a munkahelyén, annyira izgatott a játék miatt". A kiadás részeként a Coffee Stain hozzáadta a Steam Workshop támogatását, amely lehetővé teszi a játékosok számára a játék módosítását, annak tudatában, hogy a játékosok valószínűleg olyan szinteket és forgatókönyveket fognak létrehozni, amelyek glitch-ek és összeomlások miatt humoros eredményt érnek el. Bár a fizikamotor lehetővé teszi a játék környezetének látványos pusztulásának megjelenítését, ami a játék egyik fő jellemzője, a Coffee Stain elismerte ennek hátrányát, mivel "a többjátékos módban borzasztóan szinkronizálódik". Becsléseik szerint a többjátékos mód hozzáadása "a fizika 90 százalékát" és sok más funkciót is eltávolítana, ezért a játékot a megjelenéskor egyjátékos címnek hagyták. A stúdió úgy vélte, hogy csak néhány hónapot fordítottak a Windows verzió elkészítésére, és úgy döntöttek, hogy kiszervezik az OS X és Linux verziókat, a portolást Ryan Gordon végezte.

### Kiadás és promóció
A Coffee Stain Studios 2014. április 1-jén adta ki világszerte a Goat Simulator játékot, tudatában annak, hogy a dátum április elsejével való összekapcsolása kétségeket ébreszthet a játék érvényességével kapcsolatban. Azok, akik a Coffee Stain weboldalán keresztül előrendelték a játékot, három nappal a megjelenés előtt korai hozzáférést kaptak a játékhoz. A Goat Simulator hivatalos megjelenési trailere a Dead Island bejelentő trailerének laza paródiája, amely a játékról készült felvételek között fordított, lassított felvételeket mutat, amelyeken a kecske egy felrobbanó benzinkútról kilőve keresztülzuhan egy épületen.
A stúdió 2014. június 3-án egy ingyenes bővítést és javítást adott ki a játékhoz, amely a játékhibák kijavításán kívül új kecske modelleket, egy új térképet adott a játékhoz, amely egy tengerparti városon és egy karneválon alapul, több játékhibát és egy helyi többjátékos módot akár 4 játékos számára osztott képernyőn keresztül. Ibrisagic úgy véli, hogy a többjátékos támogatás hozzáadása a Steam Workshop-támogatás tetején lehetővé teszi a kreatív felhasználók számára, hogy új játékmódokat fejlesszenek ki, amelyek kibővítik a cím játszhatóságát. A javítás további vezérlőelemeket is hozzáad, amelyekkel a játékos a Tony Hawk's Pro Skaterhez hasonló különböző freestyle trükköket hajthat végre a kecskével. A stúdió 2014. november 20-án egy második ingyenes javítást is kiadott a játékhoz "Goat MMO Simulator" néven, amely egy olyan játékmódot tartalmazott, amely a World of Warcrafthoz hasonló masszív többjátékos online játékokat parodizálta, miközben megmaradt egyjátékos vagy helyi többjátékos élménynek.
2015. május 7-én megjelent a "GoatZ" fizetős bővítmény, amely letölthető tartalomként a játékhoz személyi számítógépeken, illetve önálló alkalmazásként mobileszközökön. Ezt a Coffee Stain partnerstúdiója, a Gone North Games fejlesztette. A bővítmény tartalma a zombis túlélőjátékokat, például a DayZ-t parodizálja, és egy új pályát, valamint olyan játékmenetbeli aspektusokat tartalmaz, mint a zombik elleni harc és a kézművesség. Maga a cím a DayZ-t, valamint a goatse.cx internetes mémre játszik rá . A Bossa Studios I Am Bread című játékával közös, 2015 végén megjelenő "GoatBread" keresztpromóciós frissítésben a Goat Simulator ingyenes frissítésében a játékosok egy darab kenyeret választhatnak majd avatárjuknak, míg az I Am Bread a Goat Simulator alapján egy "RAMpage" módot is berak. Egy másik kiegészítő, a "Super Secret DLC" csomag része az Overkill Software Payday 2-vel közös keresztpromóció; a Goat Simulator Payday által inspirált tartalma további játszható karaktereket tartalmazott, köztük egy tevét, egy flamingót és egy tolószékes delfint, míg a Goat Simulator tartalma a Payday 2-t fogja kiegészíteni. Ezek 2016 januárjában jelentek meg. A Goat Simulator dekoratív tartalmat a Rocket League-hez egy 2016 közepén megjelent frissítéssel adták hozzá. Egy másik bővítményt, a "Waste of Space"-t ismét a Gone North Games fejlesztette, és 2016. május 26-án jelent meg. A bővítmény egy új térképet tartalmaz, amely egy űrkolónián alapul, és a közelmúlt sci-fi médiaműfajának nagy részét parodizálja.
Az OS X és Linux portok 2014. június 27-én jelentek meg. A játék digitális megjelenését követően a Koch Media beleegyezett, hogy 2014 májusától kezdve a játékot az Egyesült Királyság és az EU kiskereskedelmi üzleteiben is forgalmazza. Hasonlóképpen, a Deep Silver megkereste a Coffee Stain Studios-t, hogy egyezséget kössenek a játék 2014 júliusától kezdődő észak-amerikai kiskereskedelmi piacokon történő kiadásáról. A Microsoft 2014 augusztusi Gamescom kiállításon tartott prezentációján a Goat Simulator bejelentésre került, mint egy a Double Eleven stúdió közreműködésével Xbox One platformra érkező számos játék közül, majd később megerősítették, hogy Xbox 360-ra is érkezik, mindkét verzió 2015. április 17-én jelenik meg. A Koch Media az Xbox One verzió kiskereskedelmi változatát is forgalmazta, amely minden további letölthető tartalmat tartalmazott, és 2016. március 4-én jelent meg Európában. A Coffee Stain Studios 2014 szeptemberében iOS és Android rendszerekre is kiadott portokat. Minden DLC külön alkalmazás iOS-re és Androidra, és mindegyik (a Goat Simulator: Payday kivételével) tartalmaz egy-egy mobil-exkluzív pályát. A PlayStation 3 és PlayStation 4 változatok, amelyeket szintén a Double Eleven portolt, 2015. augusztus 11-én jelentek meg.
A Coffee Stain felvásárlásával a THQ Nordic AB 2018. november 14-én bejelentette, hogy a Goat Simulator Nintendo Switch verziója is megjelenik. A Goat Simulator: The GOATY, amely az összes eddigi bővítményt tartalmazza, 2019. január 23-án jelent meg.

## Fogadtatás
| Összegzőoldal | Értékelés                                       |
| ------------- | ----------------------------------------------- |
| Metacritic    | iOS: 68/100 PC: 62/100 PS4: 58/100 XONE: 53/100 |

| Szerző         | Értékelés |
| -------------- | --------- |
| Destructoid    | 3/10      |
| Eurogamer      | 7/10      |
| Game Informer  | 5/10      |
| GameRevolution | [ 57 ]    |
| GamesRadar+    | [ 58 ]    |
| IGN            | 8/10      |
| PC Gamer (US)  | 30/100    |

A Goat Simulator "vegyes" értékeléseket kapott a megjelenéskor a Metacritic videojáték-értékelő oldal szerint. A Goat Simulator a 2015-ös Independent Games Festivalon a kiváló hangzásért járó elismerésben részesült.
Eurogamer Dan Whitehead megdicsérte a Coffee Stain Studios-t, amiért elegendő mennyiségű Goat Simulator-t épít be, és a Steamen keresztül bővítette a potenciális bővítést, hogy bebizonyítsa, ez több, mint egy egyszerű vicc, és ehelyett egy rövid elterelés, „amiben a játékos készséges résztvevője”. Dan Stapleton az IGN-től úgy vélte, hogy a játék "okos interaktív paródia a nyitott világokban látott összes elrontott játékfizikáról", és annak ellenére, hogy rövid, "pokolian jó szórakozás" volt. Tim Turi a Game Informertől úgy nyilatkozott, hogy az első óra a játékkal szórakoztató lesz, de a bővebb funkciók hiánya miatt "[nem] ajánlja bárkinek, aki többre vágyik az eldobható szórakozásnál". Steve Tilley a Toronto Sun-tól úgy jellemezte a játékot, hogy "a legtöbb játékosnak lesz néhány órányi szórakozása, majd elrakja [azt], mint alkalmi újdonságot, amit elővesz, amikor különösen unatkozik".
Rich Stanton, a The Guardian munkatársa nagyon kritikusan nyilatkozott a Goat Simulatorről, megjegyezve, hogy a játék tudatában van gyenge minőségének, és kijelentette, hogy a játék létrehozása és promóciója "azt mutatja, hogy a közösségi média és az internet hogyan erősíti fel az alantas hajlamainkat". Andy Kelly, a PC Gamer munkatársa szintén kritikusan nyilatkozott a játékról, "rossz, amatőr és unalmas játéknak" nevezve azt, és úgy vélte, hogy népszerűsége csak a szájról szájra terjedő hírverésnek és a YouTube-videóknak köszönhető, amelyek arra csábították a játékosokat, hogy maguk is megvásárolják a játékot.
Bár a kritikai vélemények vegyesek voltak, a játék népszerűnek bizonyult a játékosok körében. A játékról készült alfa felvételek, valamint a kiadás előtti példányokról készült Let's Play videók, például PewDiePie és Fernanfloo videói nagy keresletet generáltak a játék iránt a megjelenés előtt. Ibrisagic kijelentette, hogy a Coffee Stain Studios a játék Steamre való felkerülését követően néhány percen belül visszanyerte a fejlesztési költségeit. 2014 augusztusáig a stúdió arról számolt be, hogy a Goat Simulatorból közel egymillió példányt adtak el, ami felülmúlja a többi játékuk eladási mutatóit az előző négy évben. Az iOS és Android rendszerekre készült mobilos kiadás a megjelenést követő 6 napon belül elérte a 100 000 letöltést. 2015. január közepére már több mint 2,5 millió példányt adtak el a játékból az összes platformon. A 2016-os Game Developers Conference-en tartott prezentáció során az Ibrisagic elárulta, hogy a Goat Simulator több mint 12 millió dolláros bevételt ért el, szemben a Sanctum és a Sanctum 2 játékokkal, amelyek egyenként 2 millió dollár alatt teljesítettek. A Goat Simulator a tipikus AAA-címekkel ellentétes, bomlasztó címnek számított; a Paradox vezérigazgatója, Fredrik Wester úgy érezte, hogy több olyan játékot kell kiadniuk, mint a Goat Simulator, és kijelentette: "Kell, hogy legyen egy előnyöd, és ezért mondom azt, hogy 'több Goat Simulator és kevesebb Call of Duty a Paradox számára, mert szükségünk van az előnyre. Könnyebb kijutni és piacra dobni, könnyebb megmutatni, hogy mit csinálsz" – tette hozzá, hozzátéve, hogy "Az emberek belefáradtak a robbanásokba és a dubstep zenébe. Már milliószor láttuk ezt".
A játék sikerének köszönhetően a Coffee Stain Studios a Goat Simulator témájú játékok licencelésén dolgozott harmadik féltől származó gyártókkal. Ez lehetővé tette azt is, hogy a stúdió 2017-ben kisebb stúdiók videójáték-kiadójává váljon.
Több játék is követte a Goat Simulatorhoz hasonló, kiszámíthatatlan fizikájú játékmenetet, például a Bear Simulator és az I Am Bread. A Goat Simulator, valamint a 2013-as Surgeon Simulator gyakran a "YouTube-csali" játékok első példáinak tekinthetők, amelyeket szándékosan úgy terveztek, hogy a játékot figyelő közönséget vonzzák, de nincs semmilyen megváltó játékmenetbeli értékük.

## Folytatás
A folytatást 2022 júniusában, a Summer Game Festen jelentették be, Windowsra, PlayStation 5-re és Xbox Series X/S-re 2022. november 17-én. A címe Goat Simulator 3 lesz, kihagyva a Goat Simulator 2 nevet. A Goat Simulator 3 támogatja a négyjátékos online multiplayer módot, beleértve számos minijátékot a többjátékos módokhoz. A játékot a Coffee Stain North fejleszti, amely korábban a játék néhány kiegészítő csomagját is kezelte. A teaser a Dead Island 2 teaserének paródiája volt.

## Fordítás
Ez a szócikk részben vagy egészben  a   Goat Simulator című angol Wikipédia-szócikk ezen változatának fordításán alapul.  Az eredeti cikk szerkesztőit annak laptörténete sorolja fel. Ez a jelzés csupán a megfogalmazás eredetét és a szerzői jogokat jelzi, nem szolgál a cikkben szereplő információk forrásmegjelöléseként.